# La senyoreta Júlia
La senyoreta Júlia (en suec original Fröken Julie) és una obra de teatre naturalista escrita el 1888 per August Strindberg. L'acció de tota l'obra succeeix a la cuina de la mansió d'un comte suec durant el solstici d'estiu, és a dir, al voltant de la Nit de Sant Joan. La senyoreta Júlia, filla del comte, se sent atreta per un ajudant de cambra més gran que ella anomenat Jean, qui és molt viatjat i llegit. A més d'aquests dos personatges, a l'obra també hi surt una altra crida, la Cristina, cuinera de la casa i promesa de Jean.
L'obra ha estat traduïda al català en diverses ocasions: per Jem Cabanes, el 1985, per a la col·lecció de Les millors obres de la literatura universal (MOLU) dirigida per Joaquim Molas i impulsada per Edicions 62 i La Caixa; el mateix any per Guillem-Jordi Graells, per al muntatge de l'obra que Fabià Puigserver va dirigir al Teatre Lliure, i el 2020 per Albert Herranz Hammer per a Edicions Documenta Balear.

## Temes
Un dels temes destacats de l'obra és el darwinisme, una teoria que va tenir una influència significativa en l'autor durant el seu període naturalista. Aquest tema s'indica explícitament al prefaci de l'obra, on Strindberg descriu els seus dos protagonistes, la senyoreta Júlia i en Jean, com dos rivals que combaten l'un contra l'altre, en una batalla evolutiva de "vida o mort", per a la supervivència del més apte. El personatge de la senyoreta Júlia representa el darrer exponent d'una classe aristocràtica moribunda i serveix per caracteritzar les dones de la modernitat. Jean, en canvi, representa algú que està en ple ascens social i que pot sobreviure i prosperar més fàcilment perquè és més adaptable als diferents "rols de la vida" moderna.
L'obra té vaires lectures, en part perquè les accions de la senyoreta Júlia venen motivades per una sèrie de factors i influències força transversals: la seva classe social, els seus desitjos i naturalesa impulsiva, la relació amb el seu pare i els traumes familiars. En adoptar un estil naturalista, l'autor contradeia la idea teatral dominant a l'època que assegurava que els personatges s'havien d'adscriure només a una motivació principal.

## Prefaci de l'autor
L'obra original anava precedida d'un prefaci que es considera un manifest important del naturalisme escènic. Al prefaci, Strindberg afirma que l'origen de l'obra és una història real que un cop va sentir i que li va causar una forta impressió i que, segons ell, "semblava prou apropiada per a la tragèdia, perquè si encara és tràgic veure com algú afavorit per la fortuna s'enfonsa, ho és molt més, veure morir tota una família".
L'autor descriu Jean i la senyoreta Júlia com a representants de les seves classes i estaments socials. Els subjectes de l'obra són descrits per Strindberg com "personatges moderns que viuen en una època de transició […] més vacil·lants i desintegrats que els seus predecessors, una barreja del vell i el nou". Tanmateix, el prefaci potser no és la millor guia per encarar l'obra, perquè de vegades divergeix amb alguns enfocaments exposats en l'obra en si. El prefaci insta a una lectura naturalista i determinista de l'obra, però el text ofereix lectures més aviat antinaturalistes i, fins i tot, feministes. Més enllà de la seva valoració crítica, l'obra de Strindberg ofereix altres valors socials i literaris. Així, doncs, al prefaci, Strindberg també parla de l'aristocràcia i del classisme més enllà dels fets narrats a escena.

## Naturalisme
Strindberg va escriure aquesta obra amb la intenció de respectar les teories del "naturalisme", tant la seva pròpia versió com la que descriu el novel·lista i teòric literari francès Émile Zola. El terme emprat per Zola per referir-se al naturalisme és la nouvelle formule (la nova fórmula); els tres principis bàsics de la qual són:
1. Faire vrai (fer-ho veraç): l'obra ha de ser realista i resultat d'un estudi acurat del comportament humà i de la seva psicologia. Els personatges han de ser de carn i ossos i les seves motivacions i accions s'han de fonamentar en la seva herència i entorn. La representació de l'obra, pel que fa a l'escenari i les accions, ha de ser realista i no extravagant o excessivament teatral. N'és un bon exemple l'escenari únic de La senyoreta Júlia: una cuina.
2. Faire grand (fer-ho gran): els conflictes de l'obra han de ser qüestions de pes, significatius, capaços d'alterar tota una vida; no poden ser petits problemes o preocupacions mesquines.
3. Faire simple (Fer-ho simple): l'obra ha de ser senzilla i fàcil de seguir, no pot ser desordenada ni tenir subtrames complicades o exposicions allargassades.

Strindberg creia que els dramaturgs francesos havien estat incapaços d'assolir el naturalisme en els seus escrits, i creia que ell sí que en seria capaç. La senyoreta Júlia no només va assolir l'èxit com a drama naturalista, sinó que és una de les poques obres que té la rara distinció de ser representada cada any als escenaris de tot el món des que es va escriure el 1888.

## Orígens de l'obra
L'obra va ser escrita mentre Strindberg impulsava la creació d'un teatre propi, el Teatre Naturalista Escandinau, que es fundaria a Copenhaguen. La senyoreta Júlia en seria la primera estrena. La dona de Strindberg, Siri von Essen, protagonitzaria el paper principal i en seria la directora artística. Després que Strindberg acceptés una petita censura de l'obra, el text es va publicar unes setmanes abans de l'estrena de la primera producció. Alguns dels fragments censurats, tant en la publicació original com en les primeres traduccions a l'anglès, consistien en suprimir el moment d'ira on la senyoreta Júlia comparava el fet de fer l'amor amb en Jean amb un acte de bestialitat.
Tanmateix, durant l'assaig general de l'obra, els censors van anunciar que La senyoreta Júlia seria prohibida, assestant un cop mortal al nou teatre de Strindberg. No obstant això, l'autor va aconseguir esquivar la censura estrenat l'obra, uns dies després, a la Unió d'Estudiants de la Universitat de Copenhaguen.

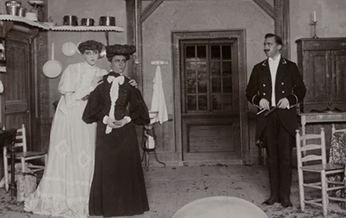
Primera producció de La senyoreta Júlia, novembre de 1906, The People's Theatre, Estocolm. Manda Björling com a Senyoreta Júlia (esquerra), Sacha Sjöström com a Cristina i August Falck com a Jean.

## Personatges
Senyoreta Júlia: filla decidida del comte propietari de la finca on transcorre l'obra. Educada per la seva difunta mare per a "pensar i actuar com un home", és una persona confusa: és conscient del poder que té, però la seva actitud s'alterna entre sentir-se superior als criats i coquetejar amb en Jean, l'ajudant de cambra del seu pare. Anhela caure del seu pilar social, una expressió representada simbòlicament a l'obra com un somni recurrent que té.
Jean: criat i ajudant de cambra del comte. Explica que estima la senyoreta Júlia des que la va veure quan era petita, però la veracitat del seu relat és negat més endavant. De fet, al text hi ha prou evidències per sostenir arguments a favor i en contra de la seva afirmació. Durant un temps, Jean va abandonar la ciutat i va viatjar molt, duent a terme diferents tasques per a sobreviure, fins que, finalment, va decidir tornar a treballar pel comte. Aspira a ascendir socialment i a gestionar el seu propi hotel, i la senyoreta Júlia forma part del seu pla per a prosperar. És amable i cruel alhora. Malgrat les seves aspiracions, és profundament servil com queda de manifest davant la mera visió dels guants i les botes del comte.
Cristina: la cuinera de la casa del comte. És una religiosa devota i, aparentment, està promesa amb en Jean, tot i que la majoria de referències a aquest matrimoni es fan gairebé com a broma.
El comte: pare de la senyoreta Julie. És un personatge que no apareix mai a escena, només se'l menciona. Malgrat que no se'l veu mai, els seus guants i les seves botes són a l'escenari i serveixen per a recordar el seu poder. La seva presència també es fa evident cada cop que sona una campana fora d'escena.

## Argument
L'obra comença amb en Jean caminant per l'escenari, a la cuina de la casa del comte. El criat deixa caure les botes del seu amo a un lateral, però a la vista del públic. Per la indumentària es pot deduir que és un ajudant de cambra. En Jean parla amb la Cristina sobre el comportament peculiar de la senyoreta Júlia: la considera boja perquè va anar al ball dels criats a un graner, on va dansar amb el guardabosc i després va intentar ballar un vals amb ell, un simple servent del comte.
La Cristina aprofundeix en el passat de la senyoreta Júlia, explicant com en ser incapaç d'enfrontar-se a la seva família després de passar per la humiliació social d'haver trencat el seu compromís de matrimoni, la Júlia va decidir quedar-se endarrere per barrejar-se amb els criats al ball, en lloc d'anar a les celebracions de la Nit de Sant Joan amb el seu pare. Aparentment, la senyoreta Júlia va trencar l'enllaç amb el seu promès perquè ell es va negar a saltar sobre un un fuet d'equitació mentre ella el sostenia. L'incident, aparentment també presenciat per en Jean, es descriu com una acció similar a intentar entrenar un gos perquè salti per un cèrcol.
En Jean treu una ampolla de bon vi amb un "segell groc" i revela, per la forma com coqueteja amb la Cristina, que ambdós personatges estan compromesos. En notar certa pudor, en Jean li pregunta a la Cristina què està cuinant durant la vigília de Sant Joan. La barreja resulta ser un abortiu per a la gossa de la senyoreta Júlia, que va quedar embarassada pel mastí del porter. Durant la conversa, en Jean assegura que la senyoreta Júlia "s'encalla massa en alguns aspectes i, a vegades, no és prou orgullosa en altres", trets que, segons ell, ha heretat de la difunta mare.
Malgrat els seus defectes, en Jean troba la senyoreta Júlia prou bonica o, potser, simplement només la veu com un trampolí que l'ajudarà a assolir el seu somni de regentar una fonda o un hotel propi. De sobte, entra la senyoreta Júlia i li pregunta a la Cristina si el "menjar" s'ha acabat de cuinar, llavors en Jean es transforma a l'instant, tornant-se encantador i educat. Mig en broma, pregunta a les dones si estan fent safareig i compartint xafarderies o si estant cuinant un brou de bruixa per veure el futur pretendent de la senyoreta Júlia.
Després de rebre més afalacs, la senyoreta Júlia convida en Jean a ballar, de nou, un vals. Ell dubta i assenyala que ja li havia promès un ball a la Cristina i que els rumors que desencadenaria un acte així serien escandalosos. Quasi ofesa davant d'aquesta resposta, la senyoreta Júlia es justifica i reitera la seva petició tirant de rang: com a senyora de la casa, té dret ha tenir com a parella el millor ballarí. Aleshores, deixant clar que el rang no importa, finalment convenç en Jean perquè vagi a ballar amb ella.
Tornant del ball, la senyoreta Júlia explica un somni que té on s'enfila a un pilar i, després, no és capaç de baixar-ne. En Jean li respon amb una història on ell s'esmuny dins del jardí emmurallat de la casa quan era petit -i descriu que, de nen, el veia com "el Jardí de l'Edèn, custodiat per àngels irats amb espasses flamejants"- per contemplar-la amb desig mentre estava amagat entre un munt d'herbes pudents. Assegura que aquest amor tan poc equitatiu el va deixar tan consternat, des que la va veure un diumenge a missa, que va voler morir tot dormint plàcidament dins d'un contenidor ple de civada coberta amb flors de saüc. (Aleshores es creia que adormir-se sota un saüc era perillós).
En aquest punt, en Jean i la senyoreta Júlia s'adonen que alguns criats s'acosten cap a la casa tot cantant una cançó que es burla d'ells. Ambdós s'amaguen a l'habitació d'en Jean i, encara que ell assegura que no se n'aprofitarà, quan més tard en surten és evident que els dos han mantingut relacions sexuals. Els dos intenten esbrinar com afrontar aquesta nova realitat. Ell assegura que ja no podran viure sota el mateix sostre perquè la temptació de continuar amb la seva relació serà tan gran que, al final, els descobriran. En Jean confessa que només fingia quan uns moments abans havia assegurat que s'havia intentat suïcidar per amor a ella. La senyoreta Júlia, furiosa, li explica com la seva mare la va criar perquè no fos submisa davant de cap home. Aleshores, decideixen fugir junts per crear un hotel, amb en Jean dirigint-lo i la senyoreta Júlia proporcionant-li el capital. La senyoreta Júlia s'hi avé i roba alguns diners del seu pare, però fa enfurismar en Jean quan insisteix que s'ha d'endur el seu ocellet; segons ella, és l'única criatura que l'estima després que la seva gossa Diana li fos "infidel". Quan la senyoreta Júlia assegura que preferiria matar l'ocell abans que veure'l en mans de desconeguts, en Jean el decapita.
Enmig d'aquesta confusió, la Cristiana entra a la cuina, disposada a anar a l'església. Se sorprèn en descobrir les maquinacions de la parella i no reacciona quan la senyoreta Júlia li proposa d'acompanyar-los com a cuinera en cap de l'hotel. La Cristina sermoneja a la senyoreta Júlia sobre Déu i el perdó i se'n va cap a l'església, assegurant-los que demanarà als mestres de l'estable que no els deixin treure cap cavall perquè no puguin fugir. Poc després, reben la notícia que el pare de la senyoreta Júlia, el comte, ha tornat. Amb això, tots dos perden el coratge i són incapaços de tirar endavant els seus plans. La senyoreta Júlia s'adona que no posseeix res, perquè els seus pensaments i emocions venen determinats per les ensenyances de la mare i les seves possessions, en realitat, pertanyen al seu pare. Li pregunta a Jean si coneix alguna sortida i ell pren una navalla d'afaitar i li dona. L'obra s'acaba mentre ella entra per una porta amb la navalla a la mà, presumiblement per a suïcidar-se.

## Adaptacions notables
L'obra és àmpliament coneguda per les seves múltiples adaptacions.

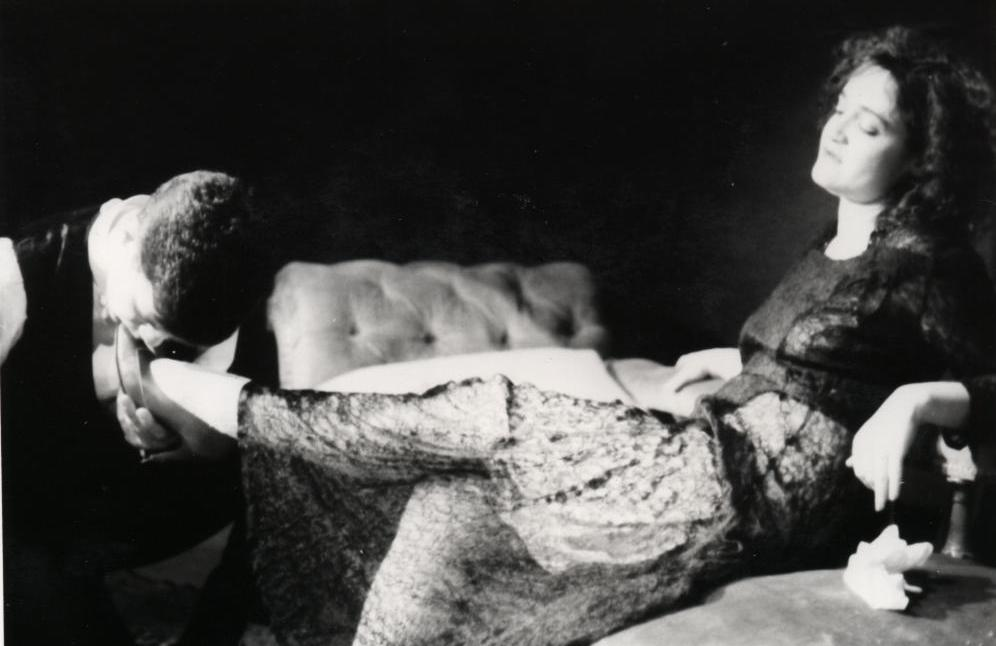
Angelique Rockas com a Senyoreta Júlia i Garry Cooper com a Jean, Internationalist Theatre 1984

### Cinema
- El 1912, Anna Hofman-Uddgren va dirigir-ne una versió cinematogràfica amb un guió adaptat per ella mateixa i per Gustaf Uddgren; Manda Björling feia de senyoreta Júlia i August Falck de Jean (el mateix repartiment de la producció escènica d'Estocolm de 1906).[15]
- El 1922, Felix Basch va dirigir-ne una versió alemanya de cinema mut amb Asta Nielsen, William Dieterle i Lina Lossen com a protagonistes.[16][17]
- El 1947, Mario Soffici en va fer una versió cinematogràfica argentina titulada El pecado de Julia, amb Amelia Bence i Alberto Closas com a protagonistes.
- El 1951, Alf Sjöberg va fer-ne una nova versió cinematogràfica coneguda a Espanya com La señorita Julie amb Anita Björk com a protagonista.[18]
- El 1999, Mike Figgis va dirigir una nova versió cinematogràfica amb guió d'Helen Cooper i amb Saffron Burrows com a Júlia i Peter Mullan com a Jean.
- El 2013, la directora sueca Helena Bergström va dirigir Julie, un nou film basat en l'obra de Strindberg. El film estava progtagonitzat per Nadja Mirmiran com a Júlia i Björn Bengtsson com a Jean.
- El mateix 2013, Liv Ullmann va dirigir-ne una nova adaptació fílmica ambientada a Irlanda amb Jessica Chastain com a Júlia i Colin Farrell com a Jean.[19]
- El 2015, Fia-Stina-Sandlund va dirigir el film She's Wild Again Tonight, una reinterpretació contemporània i radical de La senyoreta Júlia protagonitzada per Gustaf Norén i Shima Niavarani. El film explora els rols de gènere entre la joventut urbana i esborra els límits entre realitat, ficció i drama, amb un discurs feminista i antiracista clarament marcat.[20]

### Òpera
- El 1950, Birgit Cullberg va adaptar l'obra amb un ballet amb música de Ture Rangström.
- El 1965, Ned Rorem va adaptar-la a l'òpera amb un llibret del britànic Kenward Elmslie.[21]
- El 1973, Antonio Bibalo en va escriure una altra òpera, revisada el 1975, que ha estat representada més de 160 vegades a Alemanya.
- El 1977, la BBC Radio 3 va emetre una nova versió operística escrita i composta per William Alwyn.[22]
- El 2005, Philippe Boesmans en va fer una nova òpera amb llibret del germànic Luc Bondy.[23]
- El 2018 es va estrenar Juliana, una nova versió operística ambientada en temps actuals amb música del compositor Joseph Phibbs i llibret de Laurie Slade.

### Televisió
- El 1956, Dennis Vance va dirigir-ne una versió televisiva amb Mai Zetterling i Tyrone Power com a Júlia i Jean.[24]
- El 1974, John Glenister i Robin Phillips van dirigir-ne una nova adaptació televisiva amb Helen Mirren i Donal McCann com a Júlia i Jean.[25]
- El 1986, Bob Heaney i Mikael Wahlforss van dirigir-ne una versió per a televisió ambientada als anys vuitanta a Sud-àfrica, on els dos protagonistes eren separats per motius racials a més de la seva classe i gènere.[26] Es tractava d'una adaptació de la versió escènica que s'havia representat el 1985 al Baxter Theatre de Ciutat del Cap. Sandra Prinsloo feia de Júlia i John Kani de Jean.
- El 1987, Michael Simpson va dirigir una nova versió televisiva amb Patrick Malahide com a Jean i Janet McTeer com a Júlia.
- El 1991, David Ponting va dirigir-ne una altra versió televisiva amb Sean Galuszka com a Jean i Eleanor Comegys com a Júlia.[27]

## Produccions escèniques contemporànies
- El 1995, Patrick Marber va escriue i dirigir After Miss Julie, on l'acció de l'obra es trasllada a una English country house la nit de la gran victòria electoral del Partit Laborista a les eleccions generals del 1945. L'obra es va representar per primera vegada l'any 2003. D'aquesta obra se'n va fer una producció catalana, estrenada al Teatre Romea el 2012, en el marc del Festival Grec de Barcelona, amb direcció de Josep Maria Mestres i amb Mireia Aixalà (Cristina), Cristina Genebat (Júlia) i Julio Manrique (Jean) com a protagonistes.[28][29]
- El 2010, la Schaubühne de Berlín en va fer una nova producció escènica des del punt de vista de la Cristina, la promesa de Jean, amb vídeo en directe i direcció de Katie Mitchell i Leo Warner.[30]
- El 2011 el Teatre de les Nacions de Moscou, dirigit per Thomas Ostermeier, en va fer una nova producció ambientada a la Rússia contemporània amb un guió especialment adaptat per Mikhaïl Durnenkov, un dels autors més destacats de la dramatúrgia rusa contemporània.[31][32]
- El 2018 el Royal National Theatre de Londres va emetre per internet l'obra Julie, una versió dirigida i adaptada per Polly Stenham i protagonitzada per Vanessa Kirby, estrenada aquell mateix any.[33]

## Produccions catalanes
- L'any 1985 el Teatre Lliure en va estrenar una producció catalana dirigida per Fabià Puigserver, amb traducció de Guillem-Jordi Graells. L'obra estava protagonitzada per Anna Lizaran (Júlia), Lluís Homar (Jean) i Lídia Comas (Cristina). El muntatge també es va poder veure a Madrid, Girona, Vilanova i la Geltrú, Vic, Palma i Mataró.[1]
- El 1998 la companyia del Teatre Tantarantana va estrenar-ne una adaptació de Santiago Sans dirigida per Antonio Simón i interpretada per Fina Rius (Cristina), Francesc Garrido (Jean) i Àngels Bassas (Júlia).[34] Aquest muntatge li va valdre a Àngels Bassas un Premi de la Crítica de les Arts Escèniques a millor interpretació.[35]
- El 2003 la companyia Mutis pel Fòrum va representar-la a la Sala Muntaner sota la direcció de Carol López. Els protagonistes estaven interpretats per Sergio Caballero (Jean), Estela Martínez (Júlia) i Eva Zapico (Cristina).[6][36]
- L'any 2012 es va estrenar la versió catalana d'After Miss Julie de Patrick Marber. Amb direcció de Josep Maria Mestres i amb Mireia Aixalà (Cristina), Cristina Genebat (Júlia) i Julio Manrique (Jean) com a protagonistes.[28][29]
- El 2015 el Teatre del Sol de Sabadell va estrenar un muntatge de l'obra dirigit per Ramon Ribalta i protagonitzat per Marta Tricuera (Júlia), Enric López (Jean) i Montse Noales (Cristina).[37][38][39]
- El 2017 la Sala Atrium de Barcelona en va estrenar una adaptació titulada Júlia, escrita i dirigida per Raimon Molins. L'obra era protagonitzada per Jordi Llordella (Jean), Patrícia Mendoza (Júlia) i Anna Roy (Cristina) i incloïa projeccions de l'adaptació cinematogràfica d'Alf Sjöberg de 1951.[40][41]

## En la Cultura Popular
A la tercera temporada de The Marvelous Mrs. Maisel, Sophie Lennon (interpretada per Jane Lynch) interpreta el personatge de la senyoreta Júlia en una adaptació desastrosa de l'obra.
A la tercera temporada de Glow, Sheila (interpretada per Gayle Rankin) recita un dels monòlegs de la senyoreta Júlia en una recaptació de fons per combatre contra la Sida just abans que esclati un incendi.